# هيبل
هيبل (بالإنجليزية: Hebel)‏ منطقة تقع جنوب غرب كوينزلاند، أستراليا، تقع على بعد 4 كم إلى الشمال من الحدود مع نيوساوث ويلز, في تعداد عام 2006 كان سكان هيبل 149 نسمة. تقع على مقربة من مناجم الماس المعروفة عند حافة البرق لايتنينج ريدج.